# Strake Jesuit College Preparatory
Lo Strake Jesuit College Preparatory (chiamato più semplicemente "Strake Jesuit", "Jesuit" o semplicemente "Strake" dagli studenti ed ex studenti) è una scuola preparatoria per ragazzi dai 9 ai 12 anni, gestita dai Gesuiti, che si trova a Houston, Texas, nell'area di Chinatown.

## Storia
La scuola è stata fondata nel 1960 dal gesuita Michael Kenelley, nell'allora zona non sviluppata, ad ovest della città ed ha come santo patrono della scuola è Stanislao Kostka.
Coi suoi 1200 studenti, è la più grande scuola superiore cattolica di Houston. La città di Houston ha classificato il campus, e la sua vasta collezione di pezzi d'arte, come museo. L'istituto si trova all'interno dell'arcidiocesi di Galveston-Houston ed è, con quello di Dallas (Jesuit College Preparatory School of Dallas Dallas Jesuit), membro della University Interscholastic League.
Fra i suoi alunni più celebri ci sono Tim Frazier, Chris Ogbonnaya, Rasheed Sulaimon e Jake Voskuhl.;